# Epiphragma griseicapillum
Epiphragma griseicapillum är en tvåvingeart som beskrevs av Alexander 1931. Epiphragma griseicapillum ingår i släktet Epiphragma och familjen småharkrankar. Inga underarter finns listade i Catalogue of Life.